# Gene Luen Yang
Gene Luen Yang  (em chinês tradicional: 楊謹倫, chinês simplificado: 杨谨伦, Pinyin: Yáng Jǐnlún; nascido em 9 de agosto de 1973) é um sino-americano, conhecido por seu trabalho como autor de graphic novels e revistas em quadrinhos. Além dos trabalhos artísticos, atuou como Diretor de Serviços de Informações e professor de Ciências da Computação na Bishop O'Dowd High School, em Oakland, California e dedicou seu tempo livre à realização de palestras sobre literatura em quadrinhos em convenções, universidades, escolas e livrarias. Em 2012, se tornou um dos professores da Hamline University, como parte do "Low-Residency Master of Fine Arts in Writing for Children and Young Adults" oferecido pela faculdade. Em 2016, a Biblioteca do Congresso dos Estados Unidos o nomeou Embaixador da Literatura para Jovens. Naquele ano, ele se tornou o terceiro romancista gráfico, ao lado de Lauren Redniss, a receber a MacArthur Fellowship.

## Primeiros anos
Yang acredita que ele nasceu em Alameda ou em Fremont, Califórnia. Ele é filho de um engenheiro elétrico de Taiwan e uma programadora que cresceu em Hong Kong e Taiwan, os quais emigraram para os Estados Unidos. Eles se conheceram na Biblioteca da Universidade Estadual de San Jose durante a pós-graduação. Seus pais incutiram nele uma forte ética de trabalho e reforçaram sua cultura asiática. Em um discurso na Universidade Estadual da Pensilvânia, onde falou como parte da Graphic Novel Speaker Series, Yang lembrou que seus pais sempre lhe contaram histórias durante sua infância.
Yang fazia parte de uma pequena minoria asiático-americana em sua escola primária. Ele cresceu querendo ser animador da Disney. Na terceira série, ele fez um relatório biográfico sobre Walt Disney, que é onde ele diz que começou sua obsessão. Isso mudou na quinta série quando sua mãe o levou à livraria local, onde comprou para ele sua primeira revista em quadrinhos, o número 57 da série DC Comics Presents, uma revista que ela concordou em comprar porque a primeira escolha de Yang, Marvel Two-in-One nº 99, apresentava os personagens Coisa e Rom na capa, o que ela achou muito assustador.
Yang frequentou a Universidade da Califórnia, em Berkeley, para seu diploma de graduação. Ele queria se formar em arte, mas seu pai o encorajou a buscar um campo mais "prático", então Yang se formou em ciência da computação com especialização em redação criativa. Na faculdade, Yang se viu muito menos em minoria. Durante esse tempo, ele começou a questionar sua fé, mas um momento que experimentou enquanto caminhava pela floresta durante seu primeiro ano o levou a fazer de Jesus o foco de sua vida.

## Carreira
Depois de se formar em 1995, Yang trabalhou como engenheiro de computação por dois anos. No entanto, após um retiro silencioso de cinco dias, ele sentiu que deveria ensinar e deixou o emprego de engenheiro para ensinar ciência da computação em uma escola de ensino médio. Em 1996, Yang começou a publicar seus próprios quadrinhos sob o selo Humble Comics. Yang passou a ser publicado com First Second Books (um selo da Macmillan Publishers), Marvel Comics, SLG Publishing, Dark Horse Comics, HarperTeen, The New Press e Pauline Books & Media.
Em 1997, Yang publicou a história em quadrinhos Gordon Yamamoto and the King of the Geeks sob sua marca Humble Comics, e ganhou o Xeric Grant, uma concessão de autopublicação para criadores de quadrinhos. Yang posteriormente publicou mais dois episódios na minissérie de Gordon Yamamoto e uma sequência, Loyola Chin and the San Peligran Order. Em 2010, as séries Gordon Yamamoto and the King of the Geeks e  Loyola Chin and the San Peligran Order foram publicadas juntas como Animal Crackers pela Slave Labor Graphics.

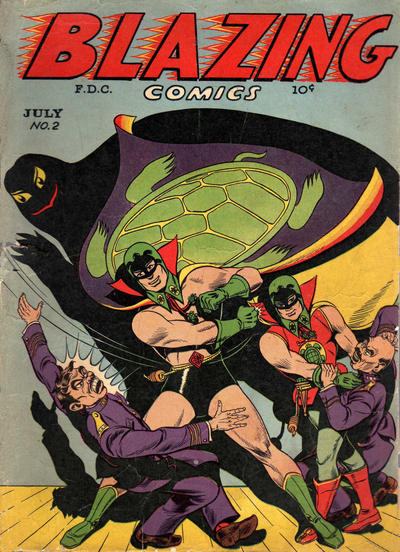
Green Turtle, personagem regatado por Yang em The Shadow Hero.

Em 2006, Yang publicou American Born Chinese, um livro que lhe traria amplo reconhecimento, ganhando o Michael L. Printz Award da American Library Association. A obra foi o primeiro romance gráfico a ser incluído entre os finalistas do National Book Award na categoria "Young People's Literature", foi vencedora do Eisner Award na categoria "Melhor Álbum" e acumulou reconhecimento em diversas listas de melhores obras daquele ano.
Outras obras de Yang a serem reconhecidas com no Eisner Award foram a história curta The Eternal Smile, ilustrada por Derek Kirk Kim e vencedora do Eisner Award para Best Short Story em 2009; Prime Baby; e Level Up.
Yang escreveu a série de quadrinhos Avatar: The Last Airbender para a Dark Horse Comics, cujo primeiro volume foi lançado em janeiro de 2012. A graphic novel de Yang, Boxers & Saints, publicada pela First Second Books em setembro de 2013.
Em 2015, o próprio Yang seria indicado ao Eisner de "Melhor Escritor" por seu trabalho em , da Dark Horse Comics, e The Shadow Hero, desenhado por Sonny Liew e publicado pela First Second, uma história de origem para o obscuro super-herói Green Turtle, que é considerado o primeiro super-herói asiático-americano.
Em julho de 2016, a DC Comics lançou a primeira edição de New Super-Man, apresentando um personagem chinês separado no molde do Superman, escrito por Yang e desenhado por Viktor Bogdanovic. Em outubro de 2019, Yang criou uma minissérie, Superman Smashes the Klan, uma adaptação solta de um famoso arco de história de 1946 da série de rádio The Adventures of Superman, "Clan of the Fiery Cross", em que uma família asiático-americana é ameaçada pela Ku Klux Klan e um jovem e inseguro Superman está determinado a proteger as crianças dos terroristas.  Fazendo sua estreia na Marvel Comics, Yang escreveu uma minissérie autointitulada estrelando o super-herói de artes marciais Shang-Chi, com lançada em junho de 2020. De acordo com Yang, a série explora a relação entre Shang-Chi e seu arqui-inimigo pai Zheng Zu, que originalmente era o infame vilão Fu Manchu. Em maio de 2021, em comemoração ao Asian Pacific American Heritage Month, a DC Comics lançou o herói Monkey Prince, criado por Yang e Bernard Chang.

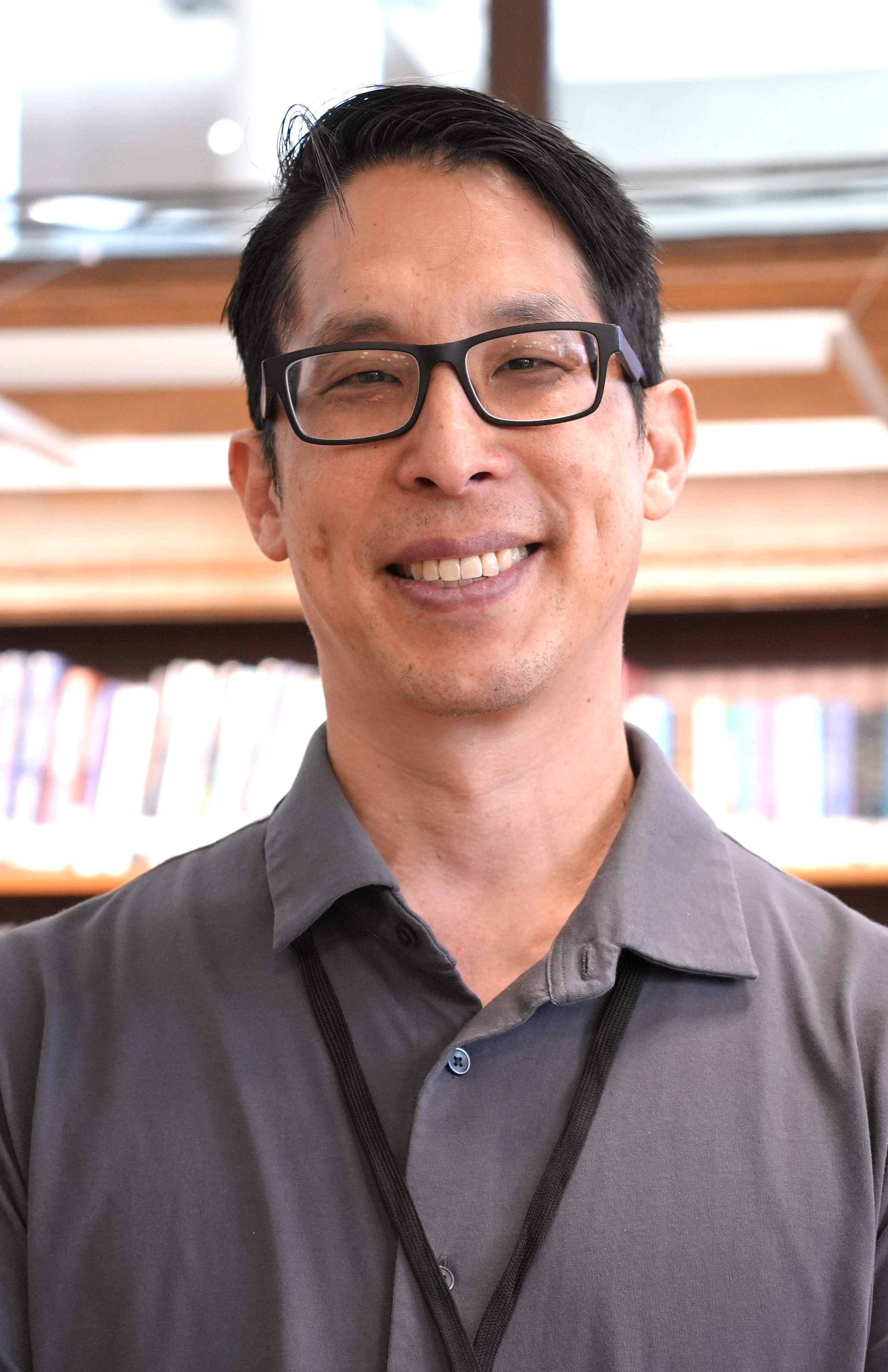
Gene Luen Yang (2025)

Yang defende o uso de histórias em quadrinhos e graphic novels como ferramentas educacionais em sala de aula. Em seu projeto final de mestrado na Universidade do Estado da Califórnia, East Bay, ele enfatizou a força educacional dos quadrinhos, alegando que eles são motivadores, visuais, permanentes, intermediários e populares. Como parte de seu projeto de mestrado, Yang criou uma história em quadrinhos online chamada Factoring with Mr. Yang & Mosley the Alien, como método de ensino de matemática. Essa ideia veio de uma época em que Yang era um substituto para dar aulas de matemática na Bishop O'Dowd. Devido ao cargo de Diretor de Serviços de Informação, ele realizava na escola, era forçado a faltar às aulas e usava os quadrinhos para ajudar os alunos a aprenderem os conceitos em sua ausência. O feedback positivo dos alunos o inspirou a usar a ideia para seu projeto de mestrado.
Em 2018, Yang se juntou ao conselho de diretores do Comic Book Legal Defense Fund, uma organização sem fins lucrativos fundada em 1986 com o objetivo de proteger os direitos da Primeira Emenda à Constituição dos Estados Unidos para a comunidade de quadrinhos.